# Szent György tér (Kolozsvár)
A kolozsvári Szent György tér (Piața Lucian Blaga) a belvárosban található közterület.

## Elhelyezkedése
A Jókai utca nyugati, a Majális utca északi és a Mikó utca keleti végei határolják. Fontos közlekedési csomópont a Hajnalnegyed és a belváros, illetve a Monostorinegyed és a belváros között.

## Neve
A városfalon kívüli, a 19. század elején még puszta térnek Szén utcai piac volt a neve. 1899-ben London tér és Arany János tér néven is előfordult a város közgyűlési jegyzőkönyveiben. 1904-ben a Szent György-szobor felállításakor kapta a Szent György tér nevet. A román közigazgatás kezdetén ennek a román megfelelője, Piața Sf. Gheorghe lett a neve. 1922-ben az akkor díszpolgárrá avatott Gheorghe Sion költőről nevezték el. A második bécsi döntés után visszakapta a Szent György nevet, majd 1962-től Piața Păcii (Béke tér) lett az elnevezése. 1995-ben Lucian Blaga költő nevét kapta.

## Története

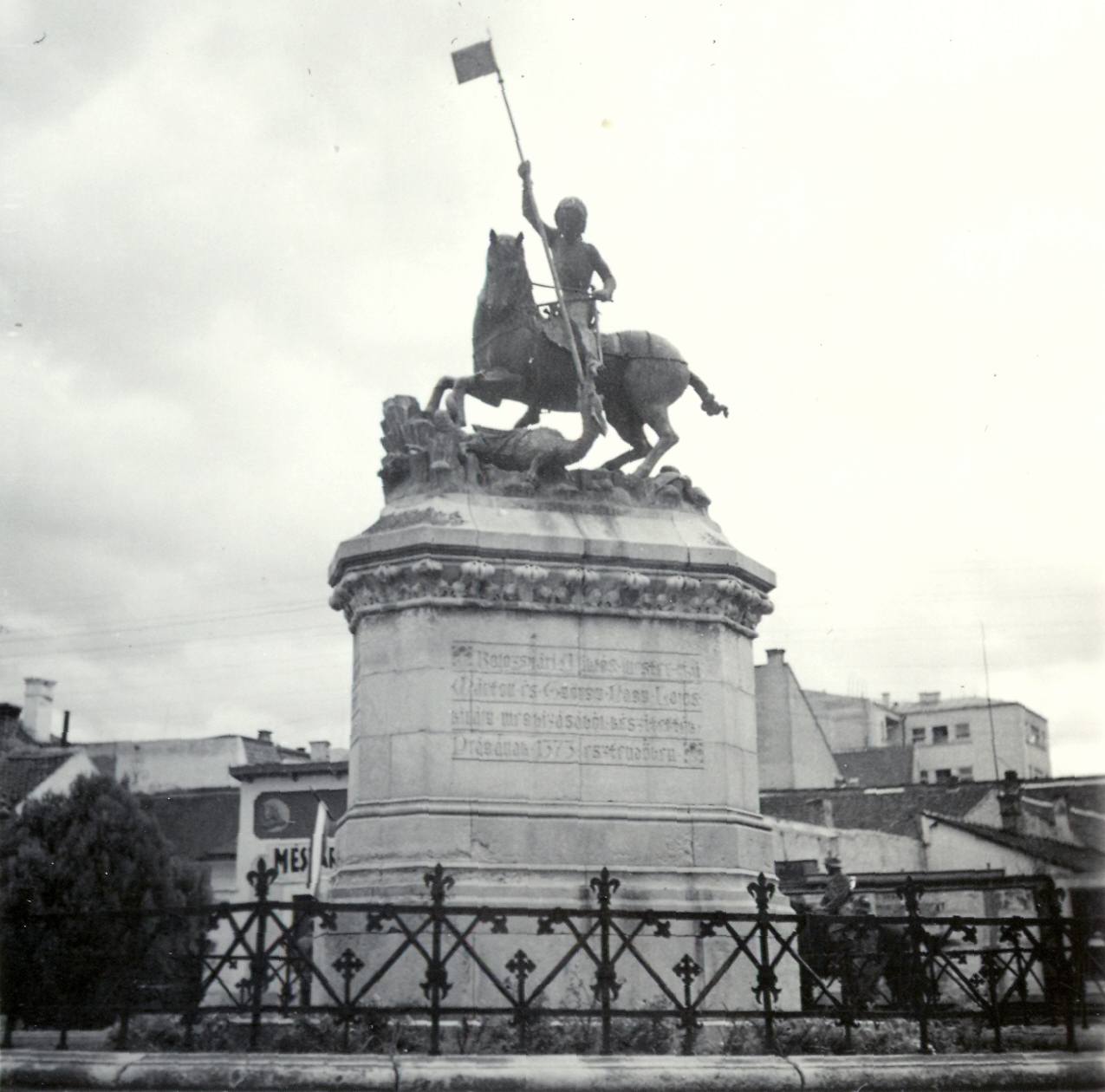
A tér a Szent György-szoborral 1940-ben

A történelmi városfalakon kívüli tér a 19. században alakult ki, amikor az erre átfolyó Cigány-patakot csatornába vezették. 1904-ben itt állították fel az I. Ferenc József által az Erdélyi Múzeumnak adományozott Szent György-szobrot. 1906–1907-ben épült fel a tér és a Mikó utca sarkán az Egyetemi Könyvtár.
A teret 1959–1960-ban átépítették, az addig háromszögletű teret négyszögletűvé alakították, a Szent György szobrot átköltöztették a Farkas utcába. 1960-ban épült fel tér déli oldalán a Diákművelődési Ház, illetve  1961–1962-ben a szemközti tömbházak. A Diákművelődési Házban kapott helyet a Napsugár című gyermeklap szerkesztősége is. Az északi házsor tömbházainak földszintjén helyezkedett el a Krokko kávézó, az egyetemisták kedvelt találkozóhelye.
1993-ban az egyetemi könyvtár elé Lucian Blaga, 1998-ban a művelődési ház elé Octavian Goga és George Coșbuc mellszobra került.
1995-ben Gheorghe Funar polgármester javasolta a Szent György-szobor visszaköltöztetését a térre, erre azonban nem került sor.
2018-ban a város határozatot fogadott el a tér és környékének korszerűsítésére. A munkálatok 2020 tavaszán kezdődtek el. 2020-ban a térre platánfákat telepítettek, és új villanyoszlopokat állítottak fel. 2021-ben intelligens jelzőlámpákat telepítettek, amelyek a forgalom sűrűsége alapján változtatják működésüket.